# Karita Mattila
Karita Mattila (ur. 5 września 1960 w Somero w Finlandii) – fińska śpiewaczka operowa, sopran.
Zdobyła pierwszą nagrodę na konkursie Cardiff Singer of the World Competition w 1983. Ukończyła studia na Akademii Sibeliusa w Helsinkach. Kontynuowała edukację w Londynie u Very Rózsy.
Mattila zadebiutowała w królewskiej operze Covent Garden jako Pamina w Czarodziejskim flecie Mozarta w 1985. 22 marca 1990 zadebiutowała w Metropolitan Opera jako Donna Elvira w Don Giovannim Mozarta. Występowała z najsłynniejszymi orkiestrami w wielkich teatrach operowych i salach koncertowych, takich jak wspomniane Metropolitan Opera, Royal Opera House w Londynie czy Théâtre du Châtelet w Paryżu, Opéra Bastille w Paryżu, Lyric Opera of Chicago, San Francisco Opera, Houston Grand Opera, Opera Wiedeńska, Filharmonia Berlińska i Großes Festspielhaus w Salzburgu.
W 2004 roku Mattila po raz pierwszy wystąpiła w Salome Richarda Straussa w Metropolitan Opera wzbudzając ogromną sensację, a jej kolejna rola (Katia Kabanova) otrzymała znakomite recenzje.
Otrzymała francuski tytuł damy Orderu Sztuki i Literatury (2003).
W lutym 2008 roku nagrała płytę zatytułowaną Fever, która zawiera standardy jazzowe, zaśpiewane w sposób odbiegający od szablonów klasycznej emisji głosu. Kontynuuje on sukces poprzedniego albumu – Best of evergreens.

## Role
- Tosca, Tosca
- Manon, Manon Lescaut
- Salome, Salome
- Arabella, Arabella
- Leonore, Fidelio
- Amelia, Bal maskowy
- Elżbieta, Don Carlos
- Amelia, Simone Boccanegra
- Desdemona, Otello
- Elsa, Lohengrin
- Eva, Śpiewacy norymberscy
- Sieglinde, Walkiria
- Chrysothemis, Elektra
- Jenůfa, Jenufa
- Katia Kabanowa, Katia Kabanowa
- Lisa, Dama pikowa
- Tatiana, Eugeniusz Oniegin
- Donna Anna, Don Giovanni
- Donna Elvira, Don Giovanni
- Hrabina, Wesele Figara
- Fiordiligi, Così fan tutte
- Pamina, Czarodziejski flet
- Ilia, Idomeneusz, król Krety
- Agata, Wolny strzelec
- Emma, Fierrabras
- Hanna Glawari, Wesoła wdówka
- Rosalinda, Zemsta nietoperza
- Musetta, Cyganeria

## Nagrania
- Arias & Scenes (Erato)
- German Romantic Arias (Erato)
- Strauss: Orchestral Songs; Four Last Songs (DG)
- Strauss: Orchestral Songs (Sony)
- Strauss: Hölderlin Lieder (Sony)
- Excellence – The Artistry of Karita Mattila (Ondine)
- Sibelius Songs (Ondine)
- Grieg and Sibelius Songs (Erato)
- Karita Live! (Ondine)
- From the Heart of Finland (Ondine)
- Wild Rose (Ondine)
- Modern Portrait (Warner/Finlandia)
- Best of Evergreens (Ondine)
- Karita's Christmas (Ondine)
- Marriner: Lollipops (Philips)

Kompletne rejestracje oper:
- Don Carlos (EMI)
- Fidelio (DG)
- Śpiewacy norymberscy (Decca, DG)
- Simone Boccanegra (TDK)
- Jenufa (Erato)
- Wesele Figara (Sony)
- Così fan tutte (Philips)
- Don Giovanni (Philips)
- Fierrabras (DG)
- Der Freischütz (Philips)
- Schumann: Scenes from Goethe's Faust (Sony)

Utwory symfoniczne:
- Szostakowicz: XIV Symfonia (EMI)
- Schönberg: Gurrelieder (EMI)
- Bernstein: III Symfonia (Erato)
- Mozart: Requiem (DG)
- Beethoven: IX Symfonia (DG)
- Sibelius: Kullervo (BIS)
- Mendelssohn: II Symfonia (DG)